# Concerto para Bangladesh
Concerto para Bangladesh (em inglês: The Concert for Bangladesh) foi um evento constituído por dois shows beneficentes organizados pelo ex-beatle George Harrison e por Ravi Shankar. Os dois shows ocorreram na tarde e na noite de 1 de agosto de 1971 no Madison Square Garden, em Nova Iorque, e foram assistidos por mais de 40 000 pessoas. Foi o primeiro evento beneficente desse porte na história e contou com vários artistas consagrados como Bob Dylan, Eric Clapton, Ringo Starr, Billy Preston e Leon Russel. O concerto arrecadou no total US$ 243 418,51 que foi administrado pela UNICEF. As vendas do álbum e do DVD continuam a beneficiar o fundo de George Harrison para a UNICEF.
O gigantesco evento foi gravado por câmeras e lançado em cinema. Em 2003, foi lançado uma edição especial em DVD duplo com inúmeros extras. A produção do disco triplo e da edição sonora do filme ficou a cargo de Phil Spector, que havia desenvolvido a técnica denominada wall of sound, usada no disco All Things Must Pass, produção esta motivo de discórdias entre o produtor e o músico. O disco triplo ganhou um prêmio Grammy na época, que foi recebido pelo baterista Ringo Starr. Já o filme do concerto apresentou uma mescla das duas apresentações no Madison Square Garden. Existia uma desconfiança e uma tensão acerca da aparição de Bob Dylan, que apesar de ter ensaiado com Harrison, não havia dado certeza de sua performance. O mesmo quase aconteceu com Eric Clapton, que estava passando por um momento muito difícil, em razão de seu crescente vicio em heroína e cocaína. Após este show, Clapton se auto exilou em sua mansão retornando somente em 1973, marcado por um evento no Teatro Rainbow em Londres, organizado por Pete Townsend do The Who. O evento também é marcante pelo fato de unir dois ex-membros dos Beatles.
Após a realização do concerto, houve outros de caráter semelhante, incluindo um concerto no mesmo Madison Square Garden em 1972, em prol das crianças incapacitadas da instituição capitaneada por George Rivera.